# Neil Winstanley
Neil Winstanley (Johannesburg, 25 de agosto de 1976) é um ex-futebolista profissional sul-africano que atuava como defensor.

## Carreira
Neil Winstanley representou o elenco da Seleção Sul-Africana de Futebol no Campeonato Africano das Nações de 2004.